# 任永信
任永信（韓語：임영신，1899年11月20日—1977年2月17日）是韩国的独立运动家、教育家和政治人物，也是韩国政府历史上第一位女性部长。她曾担任过韩国独立运动家和首任总统李承晚的秘书，是一位杰出的女性领导人。是韩国的首任商工部長，於1948年8月4日到1949年6月6日間就任。號承堂（韓語：승당），英文名路易絲·任（英語：Lewis Yim）。

## 生平
任永信出生于韩国忠清南道锦山郡的名门之家，是五个女儿中的长女。她于1909年毕业于金山的心光学校，随后于1914年至1918年在全州的纪全女学校完成学业。1919年，她参与了三一运动，并因此被日本警察逮捕，六个月后获释。之后她前往日本留学，在广岛基督女子专门学校取得学位，随后于1925年前往美国继续深造，进入南加州大学的教育学专业。在美国留学期间，她担任了李承晚的志愿秘书，为他的独立运动资金募集活动提供支持，并在接下来的30年间一直担任他的助手。
1918年，任永信开始在天安郡良垈学校担任教师，随后在1921年至1922年间在公州郡永明女学校任教。1922年，她加入了梨花学堂，成为教师，并于1924年前往日本留学。在美国期间，她继续支持李承晚的独立运动，并积极参与资金募集活动。1933年，她返回韩国，并于同年成立了中央托儿学校，担任首任校长。同年，她还担任了韩国女子青年基督教协会（YMCA）的总务，直至1940年返回美国。1941年，她成立了中央幼儿园。
1945年10月后，任永信开始担任李承晚的秘书，同年10月她参与创立了中央女子专门学校，并担任教长。1946年9月，中央女子大学成立，她出任校长。1948年7月，她被任命为首届韩国商工部长，成为韩国历史上第一位女性部长。

## 其他职务
任永信还担任过多项重要职务：她于1950年2月起担任商工日报社总经理，1952年担任妇女界社总经理，1953年2月至1961年和1963年至1971年先后任职于韩国中央大学校长。此外，她曾于1961年担任大韩女子青年团长，并于1961年11月出任中央文化学院理事长。她还曾于1961年至1974年担任韩国妇女会会长。